# Poison (film)
Poison är en amerikansk independentfilm från 1991 av Todd Haynes. Filmen är en blandning av science fiction, drama och skräckfilm med ett homosexuellt tema. Den består av tre historier inspirerade av romaner av Jean Genet. Filmen är en av de första filmerna i vad som kallas new queer cinema.